# 曹公路
曹公路（Caogong Rd.）為高雄市鳳山區的南北向道路，北於和平路口銜接文衡路，南於光遠路口銜接三民路295巷，是鳳山車站的重要聯外道路。高雄鐵路地下化完工後，於2019年10月18日與文衡路打通並正式通車。

## 行經行政區域
- 鳳山區

## 沿線設施
（由北至南）
- 鳳山車站
- 曹公圳
- 臺灣銀行鳳山分行
- 財政部高雄國稅局鳳山分局
- 高雄農田水利會鳳山工作站
- 曹公廟
- 高雄市鳳山區曹公國民小學
- 中華電信高雄營運處曹公服務中心
- 高雄市政府社會局家防中心鳳山站
- 高雄市立圖書館鳳山曹公分館
- 臺灣土地銀行鳳山分行
- 高雄市政府警察局刑事警察大隊

## 公共自行車
- 高雄市公共自行車租賃系統：
  - 台鐵鳳山站(曹公路)：文衡路/和平路口東南側
  - 曹公國小：曹公路/鳳崗路口東南側

## 相關連結
- 高雄市主要道路列表